# Гербель, Даниил Карлович
Дании́л Ка́рлович Ге́рбель (1819—1873) — генерал-лейтенант. Сын генерал-лейтенанта Карла Густавовича Гербеля.

## Биография
Родился в 1819 году. 8 августа 1839 года выпущен корнетом в Лейб-Гвардейский Уланский полк. 19 сентября 1849 года в чине штабс-ротмистра назначен флигель-адъютантом к Его Императорскому Величеству.
11 апреля 1854 года произведен в полковники, в 1855 году награждён орденом Святой Анны 2 степени, в 1856 году орденом Святого Станислава 2 степени с Императорской короной и в этом же году назначен командиром Курляндского Лейб-Уланского Его Величества полка, с оставлением в звании флигель-адъютанта.
В 1857 году награждён орденом Святого Владимира 3 степени. В 1859 году назначен членом Совета Государственного Коннозаводства и заведующим 3-м коннозаводским округом.
17 апреля 1860 года произведен в генерал-майоры с назначением в Свиту Его Величества. В 1862 году награждён орденом Святого Станислава 1 степени, а в 1864 году орденом Святой Анны 1 степени, в 1866 году получил Имперскую Корону к этому ордену. 16 апреля 1867 года произведен в генерал-лейтенанты, в 1870 году пожалован арендою по 2 тысячи рублей на 12 лет. В 1871 году назначен членом Совета Главного Управления Государственного коннозаводства и в этом же году пожалован орденом Святого Владимира 2 степени. Был женат на фрейлине Екатерине Николаевне Дохтуровой, дочери сенатора Николая Михайловича. Умер 30 ноября 1873 года